# Luis Mariano Montemayor
Luis Mariano Montemayor (Buenos Aires, Argentina, 16 de março de 1956) é um arcebispo católico romano e diplomata da Santa Sé.
Em 15 de novembro de 1985, Luis Mariano Montemayor recebeu o Sacramento da Ordem para a Arquidiocese de Buenos Aires do Arcebispo de Buenos Aires, Juan Carlos Cardeal Aramburu.
Em 19 de junho de 2008, o Papa Bento XVI o nomeou Arcebispo titular de Illici e nomeou-o Núncio Apostólico no Senegal e Cabo Verde e Delegado Apostólico na Mauritânia. Foi ordenado bispo em 6 de agosto do mesmo ano pelo Secretário para as Relações com os Estados da Secretaria de Estado do Vaticano, Dom Dominique Mamberti; Os co-consagradores foram o Bispo de San Rafael, Eduardo Maria Taussig, e o Arcebispo de Buenos Aires, Jorge Mario Bergoglio SJ. Em 17 de setembro de 2008, Luis Mariano Montemayor também se tornou Núncio Apostólico na Guiné-Bissau.
O Papa Francisco o nomeou Núncio Apostólico na República Democrática do Congo em 22 de junho de 2015. Em 27 de setembro de 2018, o Papa Francisco o nomeou Núncio Apostólico na Colômbia.